# 팔음산
팔음산(八音山)은 대한민국 경상북도 상주시와 충청북도 옥천군에 걸쳐있는 산이다.

## 같이 보기
- 한국의 산